# Tmarus ineptus
Tmarus ineptus är en spindelart som beskrevs av O. Pickard-Cambridge 1892. Tmarus ineptus ingår i släktet Tmarus och familjen krabbspindlar.
Artens utbredningsområde är Panama. Inga underarter finns listade i Catalogue of Life.